# Nerophis ophidion
El Nerophis ophidion es una especie de pez singnatiforme de la familia Syngnathidae. Es conocido como pejepipa, serpeta y alfiler.

## Morfología
Los machos pueden alcanzar 29 cm de longitud total y las hembras 30.

## Reproducción
Es ovovivíparo, desova entre mayo y agosto, y el macho transporta los huevos en una bolsa ventral que se encuentra debajo de la cola.

## Alimentación
Se alimenta de crustáceos de pequeño tamaño y alevines.

## Hábitat
Es un pez demersal y de clima templado que vive entre los 2 y 15 m de profundidad.

## Distribución
Se encuentra desde Noruega hasta Marruecos (a excepción del área comprendida entre Dinamarca y los Países Bajos), el Mediterráneo y el mar Negro.